# Nulles
Nulles es un municipio de la comarca del Alto Campo en la provincia de Tarragona, comunidad autónoma de Cataluña, España. 
El pueblo de Nulles se encuentra en la carretera que va desde Tarragona hacia el monasterio de Santes Creus. Desde Tarragona hay una distancia de 17,5 km y desde Valls 8,50 km. También se puede llegar en tren ya que tiene estación de ferrocarril. Además de la población de Nulles, dentro del término municipal, están los barrios de Bellavista y Casafort.

## Historia
Los primeros documentos históricos que hablan sobre Nulles datan del año 1165. Quedan restos de un antiguo castillo. La iglesia del pueblo está dedicada a San Juan Bautista y es de principios del siglo XVI. 

## Demografía
Cuenta con una población de 552 habitantes (INE 2024).
| Gráfica de evolución demográfica de Nulles entre 1842 y 2021                                                          |
| |
| Población de derecho según los censos de población del INE. Población de hecho según los censos de población del INE. |

## Economía
La principal actividad económica es la agricultura, sobre todo la viña. Existe también una producción de cava. También existen granjas avícolas.

## Administración y política
| Periodo   | Nombre                | Partido |
| --------- | --------------------- | ------- |
| 1979-1983 | Joan Saumell          |         |
| 2003-2007 | Francesc Boronat Sans | CiU     |
| 2007-2011 | Xavier Domingo Segú   | CiU     |
| 2011-2015 | Xavier Domingo Segú   | CiU     |
| 2015-2019 | Xavier Domingo Segú   | CiU     |

## Monumentos y lugares de interés
- El edificio de la cooperativa, de estilo Modernista y que fue diseñado por el arquitecto César Martinell y terminó su construcción en 1919.
- La iglesia parroquial, dedicada a san Juan Bautista y su esbelto campanario. Su proceso de construcción, reforma y adaptación ha sido largo a través del tiempo. Destacan la reedificación del siglo XVI, que supuso abandonar la antigua capilla del castillo y las ampliaciones y reformas de los siglos XVII, XVIII i XIX que la dejaron en su configuración actual. En 1939 se quemaron todas las imágenes, altares y utensilios.
- A considerar también el castell, lugar donde se levantaba el antiguo castillo, con una excelente vista sobre toda la comarca. Del antiguo castillo solo queda una pared, en la cual se puede observar "opus spicatum".

## Cultura

### Fiestas
- La fiesta mayor se celebra el último sábado de julio. Antiguamente se celebraba por la degollación de San Juan (28 de agosto), pero a en el último cuarto del siglo XX fue trasladada a julio.
- La fiesta de invierno se celebra el 20 de enero por San Sebastián.
- El 15 de mayo se celebra la fiesta de San Isidro, patrón de los labradores.